# Зубочистка Вторая
Зубочи́стка Втора́я (Зубочистка 2-я) — село в Переволоцком районе Оренбургской области России, административный центр и единственный населенный пункт сельского поселения Зубочистенский Второй сельсовет.

## География
Находится на правом берегу реки Урал на расстоянии примерно 22 километра по прямой на юг от районного центра поселка Переволоцкий.

## История
Село было основано в 1801—1803 годах татарами из Стерлитамакского округа. Все они были зачислены в состав Оренбургского казачьего войска. В советское время работал колхоз им. Ленина.
В Зубочистке 2-й родился Дим Даминов, башкирский поэт, переводчик и журналист.

## Население
Население составляло 782 человек в 2002 году (94 % татары), 778 по переписи 2010 года.

## Религия
Мечети
- Мечеть